# Norbert Haug
 (janvier 2024).
Norbert Haug, né le 24 novembre 1952 à Engelsbrand, en Allemagne, est un journaliste allemand ainsi que le vice-président de Mercedes-Benz Motorsport, dont les activités incluent la Formule 1, la Formule 3 et le DTM. Sous sa direction, Mercedes-Benz a connu de nombreux succès dans chacune des catégories.

## Journaliste
Il rejoint le Pforzheimer Zeitung, le journal de sa ville natale, Pforzheim, en tant que volontaire, avant de devenir journaliste apprenti. Il travaille ensuite pour la maison d'édition Motor-Presse-Verlag à Stuttgart. Norbert Haug prend par la suite la direction de la rubrique sport mécanique du magazine auto motor und sport, avant de devenir le directeur d'édition de ce magazine en 1988.
Tout en menant sa carrière de journaliste, il a également entretenu une carrière de pilote. Haug a notamment participé aux 24 Heures du Nürburgring, qu'il termine à la seconde place en 1985. Il a également pris part à de nombreuses courses de Porsche Carrera Cup. En 1986, il conduit une Williams F1 lors d'essais privés.

## Mercedes-Benz
Haug rejoint Mercedes-Benz en 1990, avec comme objectif de redorer le blason de la société en sport automobile. Haug maintient alors l'engagement de Mercedes dans le Groupe C ainsi que dans le DTM et l'ITC. Les premiers succès arrivèrent avec Klaus Ludwig, qui remporte les titres pilotes en DTM en 1992 et 1994, et Bernd Schneider qui remporte le championnat ITC en 1995. En 2000, Haug et Mercedes sont les instruments majeurs de la relance du DTM.
En 1994, Haug négocie l'entrée de Mercedes dans le championnat CART.

## Formule 1

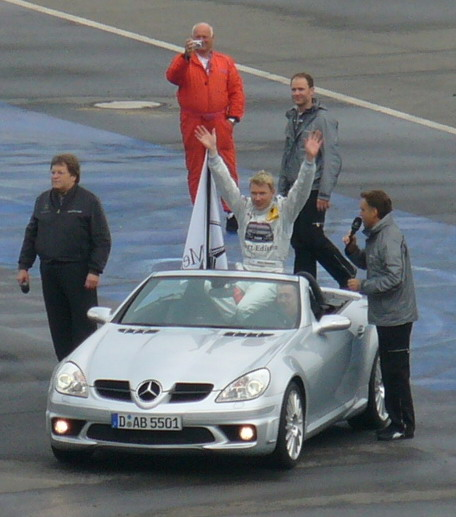
Haug (à gauche) célébrant Mika Häkkinen en 2005

Sous sa direction, Mercedes-Benz réintégre la Formule 1 après presque 40 ans d'absence. En 1993, Haug négocie un partenariat avec Peter Sauber, le propriétaire de l'écurie éponyme, avec en plus, une assistance technique. Les monoplaces de l'écurie Suisse arborent alors la mention « Concept by Mercedes-Benz » sur leurs capot moteur. 
Après le terrible accident qui plonge le pilote Sauber Karl Wendlinger dans le coma lors du Grand Prix de Monaco 1994, Haug se rapproche de l'écurie britannique McLaren Racing. Cette dernière est à la recherche d'un partenaire moteur, d'autant plus qu'elle est alors en large perte de performance. Haug parvient à trouver un accord avec la direction de McLaren, ce qui donne lieu à une proche collaboration entre les deux entités. Cette collaboration se voit renforcée lorsque Mercedes-Benz fait son entrée dans le capital de McLaren à hauteur de 40 %. La firme allemande se désengage de McLaren (bien que lui fournissant toujours un moteur jusqu'en 2015) après avoir racheté 75,1 % de Brawn GP en novembre 2009, Brawn GP devenant l'écurie officielle de la marque allemande dès la saison 2010, sous le nom de Mercedes Grand Prix. En décembre 2012, Haug annonce qu'il quitte Mercedes-Benz.
Un virage du Nürburgring moderne porte son nom : le virage en épingle à droite au bout de la ligne droite des stands, créé en 2002, a été baptisé « Haug-Haken » (« crochet Haug »).